# Aelurillus catus
Aelurillus catus är en spindelart som beskrevs av Eugène Simon 1885. 
Aelurillus catus ingår i släktet Aelurillus och familjen hoppspindlar. Inga underarter finns listade i Catalogue of Life.